# Mintlaw

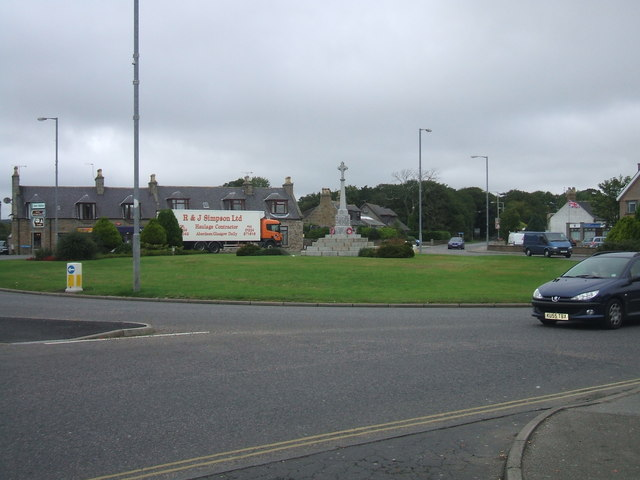
Mintlaw Kreis

Mintlaw, wörtlich: eine glatte, flache Stelle, ist eine kleine Stadt in Aberdeenshire, Schottland an der A952 gelegen und ist geographisch gesehen ein Verkehrskreuz. Zur Zeit der Zensuserhebung 2011 lebten 2721 Personen in Mintlaw.
Als die größte Siedlung innerhalb von elf Meilen in jede Richtung und mit seiner Größe bietet es eine Reihe von Lebensmittelmärkten, einen Metzger, eine Apotheke und eine Tankstelle sowie eine Polizeistation, eine Bibliothek, einen Zahnarzt und ein Ärztehaus. Die Stadt ist bekannt für seinen Fish-and-Chips-Shop Zanres, der den britischen „Fish and Chip Shop des Jahres“-Wettbewerb als Schnellimbiss gewonnen hat, inzwischen jedoch ein Restaurant ist. Es gibt drei Pubs, zwei, Garret und Pitfour (auch eine Frühstückspension) befinden sich im Zentrum, Shak befindet sich hinter Zanres. Das Country Park Inn ist eine Frühstückspension mit einem Pub, einem Spielzimmer, dem Harry Hippos, und einem Restaurant.
Das Happy Plant Centre ist ein großes Gartencenter, das in der Umgebung bekannt ist, wurde kürzlich erweitert und verfügt nun über ein kleines Café. Es befindet sich neben einem Fußballplatz.
Der nahe gelegene Aden Country Park ist für die Öffentlichkeit zugänglich und bietet ein verfallenes Herrenhaus, ein Landwirtschaftsmuseum und Spazierpfade im Wald sowie einen Erlebnispark. Aden Park ist über die Station Road oder Netheraden Road erreichbar.
Mintlaw ist auch die Heimat von Aberdeenshire Heritage, dem Aberdeenshire Council Museum Service, und befindet sich in einem speziell dafür gebauten Museumsshop, der die größte Sammlung der Grafschaft beherbergt, sowie ein Labor zur Konservierung und ein Zentrum für Lehrmittel. Der Service bietet Schulen auch Wanderausstellungen an und betreibt die elf Museen der Grafschaft, darunter das Landwirtschaftsmuseum Heritage Park in Aden.

## Geschichte

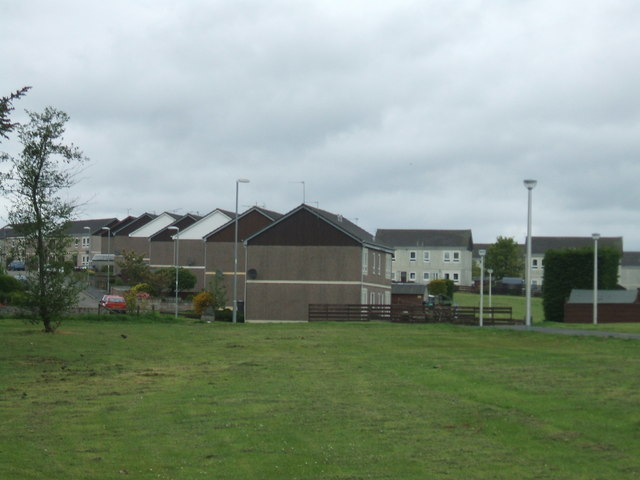
Modular (dh vorgefertigten) Wohnraum zu Mintlaw in den 1980er Jahren gebaut

Die Umgebung ist reich an vorgeschichtlichen und historischen Besonderheiten. Etwas südlich von Mintlaw gibt eine Reihe prähistorischer Denkmäler, darunter Catto Long Barrow, Silber Cairn und viele Hügelgräber. In derselben Umgebung der Laeca-Burn-Wasserscheide lag der Stützpunkt der historischen Schlachten zwischen den eindringenden Dänen und den ansässigen Pikten.
Die viktorianische Zeit sah die Einführung der Bahn, wobei die Maud-Peterhead-Linie in den 1860er Jahren gebaut wurde. Mintlaw wurde ein planmäßiger Halt auf dieser Linie. Der Bahnhof wurde etwas westlich des Dorfes gebaut, vielleicht weil dies bequemer für den Clan Fergusson aus Pitfour und die Familie Russell von Aden war. Wohlhabenderen Häuser wurden auf Station Road für Geschäfte und Berufstätige gebaut. Die Post wurde näher an die Bahn verlegt und wurde eine Geschäftszentrale. Der Bahnhof Mintlaw war für viele Jahre die Postanschrift für dieses ganze Gebiet. Die Crown Poststelle wurde mit der Schließung der Bahn in den 1960er Jahren mit der von Peterhead zusammengelegt, und die Postfiliale des Ortes zog wieder zurück nach South Street. Auch Telefonnummern waren auch Bahnhof Mintlaw bis in die frühen 1970er, als das Wort Bahnhof abgelegt wurde.

## Schulen
Mintlaw hat zwei Grundschulen, Mintlaw Primary School und Pitfour Primary School.
Es gibt eine große Gesamtschule, Mintlaw Academy, deren Einzugsbereich der Ort und die Umgebung ist. Mintlaw Academy ist an der Station Road.